# Грачёв, Александр Сергеевич
Александр Сергеевич Грачёв (1905—1981) — бригадир колхоза имени Молотова Чердаклинского района Ульяновской области, Герой Социалистического Труда (27.02.1948).
Родился в 1905 году в селе Андреевка Чердаклинский район Ульяновская область. Работал там же в колхозе имени Молотова.
В 1941—1945 гг. служил в РККА, участник войны. После демобилизации вернулся в родное село и был назначен бригадиром конно-ручной полеводческой колхоза имени Молотова (с 1957 года — колхоз «Россия»).
В 1947 году колхозом был получен высокий урожай ржи — 32,4 ц/га на площади 60 га. За это достижение председателю колхоза Терентию Алексеевичу Чагрову, бригадирам М. Л. Старостину и А. С. Грачёву Указом Президиума Верховного Совета СССР от 27 февраля 1948 года присвоено звание Героя Социалистического Труда (в бригаде Грачёва урожайность ржи составила 33,1 ц/га).
В 1965 году вышел на пенсию.
Жил в селе Андреевка Чердаклинского района Ульяновской области.
Умер в 1981 году.